# Jojo Cobbinah
 (novembre 2020).
Si vous disposez d'ouvrages ou d'articles de référence ou si vous connaissez des sites web de qualité traitant du thème abordé ici, merci de compléter l'article en donnant les références utiles à sa vérifiabilité et en les liant à la section « Notes et références ».
Jojo Cobbinah né le 25 mai 1948 est un auteur ghanéen vivant à Accra, au Ghana, connu pour ses guides de voyage.

## Biographie

### Jeunesse
Cobbinah est né à Bogoso, au nord de Tarkwa, dans la région occidentale du Ghana. Il a fréquenté une école catholique dans son pays d'origine, étudiant à Cape Coast, ainsi qu'à Abidjan (Côte d'Ivoire) et Dijon (France). De 1974 à 2009, il a vécu en Allemagne, d'abord à Berlin-Ouest, puis à différents endroits dans la partie nord de la région Rhin-Main. Il est retourné au Ghana en 2010, mais il se rend toujours en Europe à intervalles réguliers pour soutenir la coopération interculturelle.
Il a acquis du prestige avec ses guides de voyage pour le Sénégal, la Gambie et Madère, mais surtout avec son travail sur son pays d'origine, le Ghana, qui n'écrivait auparavant qu'en anglais. Les 11 éditions de son guide de voyage sur le Ghana ont été publiées en allemand. Il est devenu un travail de référence dans les régions germanophones et a été étiqueté comme l'un des meilleurs guides de voyage pour un pays africain dans une enquête du comité de l'UNESCO.
En coopération avec l'ancien porte-parole de la Foire du livre de Francfort, Holger Ehling, il a travaillé sur Westafrikanisch Kochen, un livre de cuisine pour la cuisine ouest-africaine. Cobbinah a également soutenu son collègue auteur Barbi Lasar avec son livre sur la région sud-africaine du Cap : Südafrika : Die Kapregion.
En tant que chroniqueuse et critique de livres, Cobbinah fait également partie de la rédaction de The African Courier, une revue publiée en anglais. En 2003, il a développé la première offre de voyage tous frais du Ghana pour Ghana Airways. Son travail le plus récent est Lonely Planet du Dr Amo, un roman sur Anton Wilhelm Amo, qui fut le premier Africain du sud du désert du Sahara à étudier en Allemagne.